# سكة حديد مكهربة

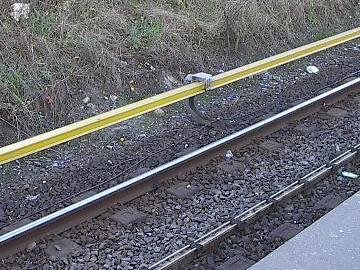
تعليق

سكَّة الحديد المكهربة نظام خطوط سكة حديدية تسير بالطاقة الكهربائية. تشمل القطارات التي تسير بالطاقة الكهربائية قطارات الركاب ذات السرعة العالية، وبعض قطارات شحن البضائع، وأنظمة السكة الحديدية تحت الأرض والأخرى المُرتفعة، وعربات الترام التي تُوجد في مدن معينة. تأتي الكهرباء اللازمة لِتَسْيير قطار من مصدر خارجي ـ منشأة طاقة مركزية ـ بدلاً من آلة أو مولِّد يكون على متْن القطار نفسه، وتستمد القطارات الطاقة من خلال سِلْك أو قضيب.
وتفوق سرعة القطار الكهربائي سرعة أي نوع آخر من القطارات. وأسرع قطار كهربائي في العالم هو (تي جي في) أي القطار ذو السرعة العالية وهو موجود الآن في فرنسا. ويسير هذا القطار بين باريس وليون بسرعة يزيد معدلها على 269كم/الساعة. وللقطارات الكهربائية مزايا أخرى متعددة. فهي أقل ضجيجاً من أنواع القطارات الأخرى، ولايخرج منها الدخان أو العادم. وبالإضافة إلى ذلك، فإن مُنشأة الطاقة تستخدم الفحم الحجري أو الغاز أو الزيت أو الطاقة النووية أو الطاقة المائية لتوليد الكهرباء اللازمة لتسيير قطار كهربائي. وعلى النقيض من ذلك، فإن قطارات الديزل المستخدمة في كثير من أنظمة السكة الحديدية تعتمد في حركتها تماماً على زيت الديزل.
َتخِدم خطوط السكة الحديدية الكهربائية المناطق الواقعة ما بين المدن، أي ما بين مدينة وأخرى، كما تَخدِم هذه الخطوط المسافرين داخل المدن نفسها، أو بين المدن وضواحيها.

## أنواع خطوط السكة الحديدية الكهربائية
يمكن لقطار كهربائي أن يستمدَ طاقته بطريقتين: من سلك علوي يُسمى منحنى سلسلي، أو من قضيب ثالث كهربائي. وفي نظام الأسلاك العلوية، تجد هيكلاً فولاذياً ذا مفاصل على قمة القطار يربطه بالمنحنى السلسلي. ويوصل هذا الهيكل الذي يُسمى بنتوغراف أو مِنْساخ الكهرباء من السلك إلى نظام دفعي يشمل مُحركات الجر التي تكون عادة بالقرب من عجلات القطار. وتُدير هذه المحركات عجلات القيادة التي تجعل القطار يسير فعلاً. وللقطار الذي يستخدم قضيباً ثالثاً جهاز معدني يُسمى حذاء المكبح. وينزلق هذا الجهاز المعدني مع القضيب الثالث، موصلاً بذلك الكهرباء إلى النظام الدفعي. ويستخدم سائق القطار جهازاً يُسمى جهاز التحكم الرئيسي لضبط سرعة القطار. وينظم جهاز التحكم هذا كمية الطاقة الداخلة إلى النظام الدفعي للقطار.
تُزود المنحنيات السلسلية مُعظم القطارات الكهربائية التي تسير إلى المدن بالطاقة اللازمة.
ولهذه القطارات قاطرة واحدة أو مجموعة من القاطرات الكهربائية تجرُّ مجموعة من العربات أو شاحنات البضائع. وتزنُ معظم القاطرات الكهربائية ما يتراوح بين 90 و 180 طنًا متريًا. وتتراوح قدرتها بين حوالي 4,000 و 5,000 كيلو وات. وتبلغ سرعتها ما يزيد على 240كم/الساعة.
يزُوّد قضيب ثالث مُعظم القطارات الكهربائية التي تسير عبر المدن المختلفة بالكهرباء اللازمة لها. بعض عربات السكة الحديدية التي تعبر المدن لديها محركات الجر الخاصة بها التي تتراوح قُدرتها بين 89 و210 كيلو وات. وتجر بعض العربات الأخرى قاطرات، أو ترتبط بعربات سكة حديدية لديها محركات دفع. تبلغ السرعة القصوى لعربات السكك الحديدية التي تسير عبر المدن حداً يتراوح ما بين 80 و 120كم/الساعة.

## نبذة تاريخية
كان توماس دافنبورت، وهو حداد أمريكي، أول من بنى نموذجاً لخط سكة حديدية عام 1835م. وبعد بضع سنوات، جاء المخترع الأسكتلندي، روبرت ديفيدسن، فبنى أول قاطرة كهربائية بحجم كامل. وسارت هذه القاطرة على خط سكة حديدية يربط بين أدنبره وغلاسكو. ولكن تكلفة الإمداد بالكهرباء كانت عالية جدًا بالنسبة لاستخدامها العام على خطوط سكك حديدية، إلى أن تم تطوير مولد كهربائي في منتصف القرن التاسع عشر الميلادي. انظر: القوس الكهربائي.
استطاع هذا القوس الكهربائي توليد جُهد كهربائي عال (فُولتية) بتكلفة منخفضة، وجعل من الممكن إنشاء خط سكة حديدية كهربائي حديث. كانت أول قاطرة كهربائية استمدت طاقتها من قوس كهربائي بوساطة قضيب ثالث قد عُرضت في برلين، بألمانيا، في عام 1879م.
تم تشغيل أول خط سكة حديدية كهربائي تجاري على الشارع في مدينة ليشترفيلد، بألمانيا، في عام 1881م. وفي عام 1887م، أنشأ المخترع الأمريكي، فرانك ج سبراج خط سكة حديدية في ريتشموند، بفرجينيا. وكان هذا أول نظام خط سكة حديدية كهربائي كبير.
حدثت عملية كهربة الخطوط الحديدية بين المدن على نطاق واسع في أوروبا في أواخر الأربعينيات من القرن العشرين. وكان من أول القطارات الكهربائية السريعة الحديثة القطار الياباني شنكانسن المعروف بقطار الطلقة النارية. وبدأ تشغيله في عام 1964م، أما القطار الفرنسي السريع (تي جي في) فقد افُتتح خطه في عام 1981م.